# Violeta Ardiles
Violeta Ardiles Poma (Pampas Grande, Áncash, 30 de diciembre de 1945) es una educadora, escritora y poeta peruana. El 11 de diciembre de 2019 recibió las Palmas Magisteriales en grado de Amauta de parte del Ministerio de Educación por su labor de docencia en zonas rurales de los Andes.
Fue profesora y luego directora de la Escuela Primaria Mixta n.° 13032 Rampac Grande en la provincia de Carhuaz desde 1969 hasta 1988. Luego de su jubilación como docente, se dedicó a la escritura y a fomentar la lectura a través de talleres en los colegios y bibliotecas de la ciudad de Huaraz.

## Obra literaria
- 1990. Las plumas del ángel (Huaraz: Killa Editorial), cuento
- 2007. Los cuentos de Shullya (Lima: Editorial San Marcos), relatos
- 2010. Metáforas de Teo y Facundo (Lima: Editorial San Marcos), relatos
- 2014. Caramelito de limón (Lima: Ediciones Lexicom)[6]
- 2015. Taratatita (Lima: Editorial San Marcos)
- 2017. Nuqantsikpam (Huaraz: Killa Editorial), poemas y cuentos en quechua
- 2019. Misha aún me hace llorar (Lima: Editorial San Marcos)